# Доњи Детлак
Доњи Детлак је насељено мјесто у општини Дервента, Република Српска, БиХ. Према попису становништва из 2013. у насељу је живјело 258 становника.

## Географија
Село је смештено између две реке. Са истока га запљускује мала река Лупљаница, а са запада и севера река Укрина. Лупљаница се улива у Укрину. Где се оне састају, престаје село Доњи Детлак. То насеље се зове Саставци. Од тог места реке плове заједно према реци Сави. Лупљаница дели Доњи Детлак од Рапцана и једним мањим делом од Календероваца. Укрина раздваја село од села Палачковаца, Смртића и Мишковаца. Кроз ова села, левом страном Укрине, пролази магистрални пут Дервента — Прњавор — Бања Лука.

## Археолошки локалитет
Насеље Доњи Детлак је веома богато археолошким локалитетима, од каменог доба, па све до попа Јовице, који је на овим крајевима подигао буну против турског зулума 1834. године. Археолог Милан Ђурђевић, приликом археолошких откопавања у равници, непосредно поред ријеке Укрине, пронашао је три урне са поклопцима, односно три гроба покојника из средњег бронзаног доба (1400—1200. п. н. е.), а пронађени су локалитети из римског доба.
На брду Репиште, налазило се се гробље из Средњег вијека са мраморима. Од три надгробна споменика — мрамора (које су некад људи звали Џиновско гробље), сасвим случајно очуван је само један, али далеко од мјеста гдје је било некад почивалиште, неког мјештанина из давнина. Археолог Милан Ђурђевић, потврдио је да тај камен — мрамор, највјероватније потиче из 14. вијека. Из средњег вијека, сасвим сигурно се зна да је постојао манастир у Детлаку. Тако су веома добро у камену удубљене, очуване манастирске испоснице ћелије — келије. Из овог манастира је пронађен још евхологин, писан 1628. године, на ком се заснива постојање манастира. На гробљу у Детлаку могу видјети, веома стари надгробни споменици. Испод данашње Цркве Светог Пророка Илије су амабарине — ћупови или каце укопане у камен. Према ријечима археолога Ђурђевића, ћелије су служиле монасима за обављање молитве, а амбари за чување хране.
Недавно је на дервентском подручју боравила екипа археолога из Музеја Републике Српске и Завода за заштиту културно историјског и природног насљеђа Републике Српске, у циљу обиласка археолошких локалитета из неолита и палеолита. Археолози Ивана Панџић, Љубица Срдић и Ивана Јовановић обишле су локалитет Зобиште и пронашле предмете примитивног каменог алата. Многи артефакти са овог подручја се налазе у Музеју у Добоју.

## Становништво
Према попису становништва из 1991. године, мјесто је имало 430 становника.
| Демографија | Демографија | Демографија |
| Година      | Становника  | Становника  |
| ----------- | ----------- | ----------- |
| 1961.       | 666         |             |
| 1971.       | 583         |             |
| 1981.       | 511         |             |
| 1991.       | 430         |             |
| 2013.       | 258         |             |

## Познате личности
- Средоје Новић, политичар